# 协和与不协和
在音乐范畴中，协和与不协和指的是将和弦或旋律的悦耳程度进行分类与描述的一种方式。通常意义上来讲，协和的声音常与甜美、放松、愉悦、可接受等情感相联系；而不协和则常与刺耳、紧张、不愉快、不可接受和傷心等情感相联系。
由于协和与不协和只在多个乐音之间才有可能存在，所以它们通常是用来描述音程或和弦的一个要素。例如纯一度和纯八度往往被认为是协和的；而小二度则往往被认为是不协和的。

## 简介
从语义上来讲，这两个词语的含义互斥。然而从其本质而言，二者仅仅是一个衡量尺度的两个端点，两者之间并没有绝对的界限，亦即从协和至不协和之间亦有不同的程度之分。保羅·欣德米特認為：“这两个概念从未被明確劃分定義，它们的定义也在千年的历史中不断变化。”
- 在声学或者心理生理学中，协和与不协和相對來說較為客观。在现代的研究中，协和与不协和的理论往往是建立在感知声音中泛音部分的基础上。在这种情况下，协和与不协和的区分仅在具有泛音的声音上才能体现出来。
- 在樂理學中，虽然对于协和与不协和的区分亦时常是基于客观的感知的，然而更多的情况下这种区分还是較為主观、约定俗成而且与文化相关，甚至是与特定的音乐风格和时期相关。乐理学中的不协和可以被定义为与它所在的音乐风格不搭配或是不相合的乐音组合。因此，乐理学中协和与不协和的概念在不同的音乐风格中时常是互相矛盾的。在传统声学意义上来讲协和的元素，放到现代音乐中可能就会被定义为不协和。例如大三和弦在传统意义上被认为是协和的，而在某些风格中，例如20世纪的无调性音乐中（英語：atonal music），它却被认为是不协和的。又例如，大二度（例如音符C和D同时弹奏）在巴赫的在18世纪所作的前奏曲中被认为是不协和的；然而，同样的音程，在20世纪德彪西的作品中或者是现代的无调性音乐中却被认为是协和的。

自16世纪以来，历史上的关于协和与不协和的定义大多数都强调了声音“令人愉悦与否”、“可接受与否”以及其他诸如此类的因素。这种观点或许可以从心理生理学的角度加以证实，然而在音乐的范畴中却并非如此，因为即便是总体上为协和的情况下，不协和音往往能在愉悦感方面起到画龙点睛的功效，而并非如定义中所述的“不可接受”。这也是为什么在音乐上定义协和与不协和的方式会与心理生理学上面的定义有所出入的原因之一。另外，前述“令人愉悦与否”，或者是“可接受与否”的定义，往往也是由于混淆了“不协和”与“噪音”的概念而作出的。
在上面所述的情况下，协和与不协和的区分主要是在同时响起的声音中。如果将相继响起的声音纳入考量的话，协和与不协和的区分则亦依赖于人听到后一个声音时对前一个声音的记忆暂留现象。由此可以将协和与不协和的描述范围从音程和和弦拓展到旋律上。

## 例子
在古典音乐的对位法中，协和与不协和往往按照以下的方式进行区分：
- 完全协和（德語：vollkommene Konsonanzen）：纯一度、纯八度、纯四度、纯五度。
- 不完全协和（德語：unvollkommene Konsonanzen）：大三度、小三度、大六度、小六度。
- 不协和：大二度、小二度、大七度、小七度，增四度或减五度。

而在爵士乐中，对于协和与不协和则有不同的定义：
- 一级协和（德語：primäre Konsonanzen）：大三度、小三度、大六度与小六度；
- 次级协和（德語：sekundäre Konsonanzen）：纯一度、纯八度、纯四度和纯五度；
- 轻微不协和（德語：milde Disssonanzen）：增二度、增五度、增四度、小七度和大二度；
- 不协和（德語：Disssonanzen）：小二度、大七度和小九度；
- 纯四度的协和与否与它在合声中起到的作用有关，故单独列出。

## 生理学的解释
对于人类具有的有关于协和的感受，生理学上的解释大致分为如下的三种：
- 比例理论（德語：Proportionstheorie）：这种观点由毕达哥拉斯提出。在他的理论中，两个音震动频率的比例越简单，则由它们组成的音程就越协和。按照这种理论，纯八度的震动频率比例为1:2，则它就相较于震动频率比例为15:16的小二度要更加协和。

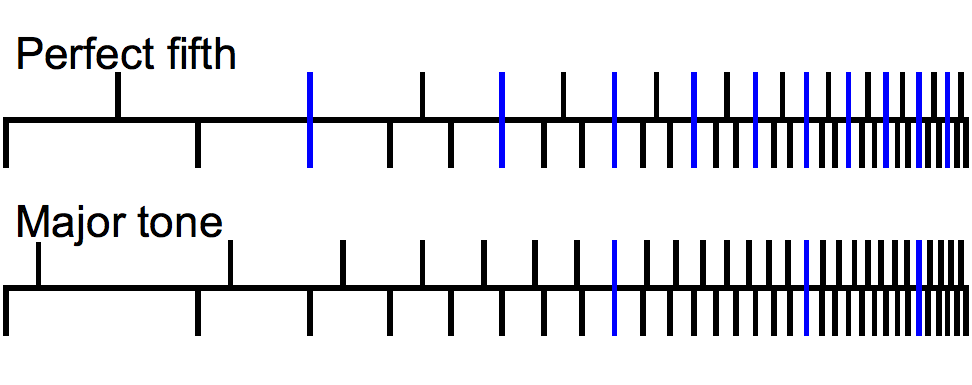
不同音程中重合的泛音部分（由蓝色竖线标出）
Perfect fifth 为纯五度
Major tone 为大二度

- 声音相关性理论（德語：Klangsverwandtschaftstheorie）：这种观点由亥姆霍兹提出。他认为，两个音的泛音部分重叠的越多，则这两个音就更加协和。如右图所示，在纯五度中，用蓝色标记出的重合的泛音部分显然要比大二度多，故纯五度相较于大二度更加协和。
- 声音融合理论（德語：Tonverschmelzungstheorie）：这种观点由斯图姆夫提出。他认为，如果没有经过专业训练的人士更容易把两个同时响起的声音感知为同一个声音，则这两个声音就更加协和。然而这种理论更多地是一种定性的解释，而不是一种定量的解释。

## 延伸阅读
- Anon. (1826). [Untitled]. The Harmonicon: A Journal of Music 4:[页码请求]
- Burns, Edward M. (1999). "Intervals, Scales, and Tuning", in The Psychology of Music second edition. Deutsch, Diana, ed. San Diego: Academic Press. ISBN 0-12-213564-4.
- Eigeldinger, Jean-Jacques, Roy Howat, and Naomi Shohet. 1988. Chopin: Pianist and Teacher: As Seen by His Pupils. Cambridge and New York: Cambridge University Press. ISBN 0-521-36709-3.<1--}}-->
- Jonas, Oswald (1982). Introduction to the Theory of Heinrich Schenker: The Nature of the Musical Work of Art, translated by John Rothgeb. New York: Longman; London: Collier-Macmillan. ISBN 0-582-28227-6. [Translated from Einführung in die Lehre Heinrich Schenkers, das Wesen des musikalischen Kunstwerkes, second edition. Vienna: Universal Edition, 1972. First edition as Das Wesen des musikalischen Kunstwerks: Eine Einführung in die Lehre Heinrich Schenkers. Vienna: Saturn-Verlag, 1934.]
- Jeppesen, Knud (1946). The Style of Palestrina and the Dissonance, second revised and enlarged edition, translated by Margaret Hamerik with linguistic alterations and additions by Annie I. Fausboll. Copenhagen: E. Munksgaard; Oxford: Oxford University Press. Reprinted, with corrections, New York: Dover Publications, 1970. ISBN 9780486223865.
- Rice, Timothy (2004). Music in Bulgaria. Oxford and New York: Oxford University Press. ISBN 0-19-514148-2.
- Sethares, William A. (1993). "Local Consonance and the Relationship between Timbre and Scale". Journal of the Acoustical Society of America, 94(1): 1218. (A non-technical version of the article is available at  （页面存档备份，存于）)